# بارتيزاك (آراغاتسوتن)
مدينة بارتيزاك (بالإنجليزية: Partizak) هي إحدى المدن التابعة لمقاطعة آراغاتسوتن في أرمينيا. يقدر عدد سكانها بـ 283 نسمة حسب الإحصاء الذي جرى عام 2011.